# Pupalia grandiflora
Pupalia grandiflora är en amarantväxtart som beskrevs av Albert Peter. Pupalia grandiflora ingår i släktet Pupalia och familjen amarantväxter. Inga underarter finns listade i Catalogue of Life.